# حفل توزيع جوائز الأوسكار الثاني والثمانون
حفل توزيع جوائز الأوسكار الثاني والثمانون هو احتفالية نظمتها أكاديمية فنون وعلوم الصور المتحركة لتكريم أفضل أفلام 2009 والتي عقدت في 7 مارس 2010 على مسرح كوداك في هوليوود، لوس أنجلوس بولاية كاليفورنيا. وخلال الحفل، قدمت الأكاديمية جوائز الأوسكار في 24 فئة مختلفة، وبُث الحفل تليفزيونياً في الولايات المتحدة بواسطة شبكة إي بي سي، فيما استضاف الممثلان أليك بالدوين وستيف مارتن الحفل، وكانت هذه المرة الثالثة لستيف بعد المهرجان الثالث والسبعين والخامس والسبعين، بينما كانت تلك المرة الأولى لأليك بالدوين.
في يوم 24 يونيو 2009، أعلن سد غانيس رئيس الأكاديمية في مؤتمر صحفي، أنه في محاولة لجذب الأهتمام أكثر نحو الجوائز، فإن حفل 2010 سوف يخصص عشرة مرشحين لجائزة الأوسكار لأفضل فيلم بدلاً من خمسة، وهي ممارسة توقفت من بعد الحفل السادس عشر لتوزيع الجوائز.
فاز فيلم خزانة الألم بستة جوائز، من بينها جائزة أفضل فيلم وجائزة أفضل مخرج والتي فازت بها كاثرين بيغلو وهي أول امرأة تفوز بجائزة الأوسكار لأفضل مخرج. من بين الفائزين أيضاً فيلم أفاتار بثلاثة جوائز، وفاز كلاً من Crazy Heart وPrecious: Based on the Novel "Push" by Sapphire وUp بجائزتين، أما The Cove وأوغاد مجهولون وLogorama وMusic by Prudence وThe New Tenants وThe Secret in Their Eyes وStar Trek وThe Young Victoria فقد فازوا بجائزة واحدة. اجتذب البث التلفزيوني ما يقارب 42 مليون مشاهد، مما يجعله حفل الأوسكار الأعلى تقييماً منذ الحفل السابع والسبعين في عام 2005.

## الترشيحات والجوائز

### جائزة أفضل فيلم
- خزانة الألم
- أفاتار
- البعد الآخر (فيلم)
- المقاطعة 9
- التعليم (فيلم)
- أوغاد مجهولون
- ثمينة (فيلم)
- رجل جاد (فيلم)
- فوق (فيلم 2009)
- فوق في الجو (فيلم)

### جائزة أفضل مخرج
- كاثرين بيغلو عن فيلم خزانة الألم
- جيمس كاميرون عن فيلم أفاتار
- لي دانييلز عن فيلم ثمينة (فيلم)
- جيسون رايتمان عن فيلم فوق في الجو (فيلم)
- كوينتن تارانتينو عن فيلم أوغاد مجهولون

### جائزة أفضل ممثل رئيسي
- جيف بريدجز عن فيلم قلب مجنون (فيلم)
- جورج كلوني عن فيلم فوق في الجو (فيلم)
- كولين فيرث عن فيلم رجل جاد (فيلم)
- مورغان فريمان عن فيلم الذي لا يقهر (فيلم)
- جيريمي رينر عن فيلم خزانة الألم (فيلم)

### جائزة أفضل ممثلة رئيسية
- ساندرا بولوك عن فيلم البعد الآخر (فيلم)
- هيلين ميرين عن فيلم المحطة الأخيرة
- كاري موليجان عن فيلم التعليم (فيلم)
- جابوري سيديبي عن فيلم ثمينة (فيلم)
- ميريل ستريب عن فيلم جولي وجوليا (فيلم)

### جائزة أفضل ممثل ثانوي
- كريستوف والتز عن فيلم أوغاد مجهولون
- مات ديمون عن فيلم الذي لا يقهر (فيلم)
- وودي هارلسون عن فيلم الرسول (فيلم)
- كريستوفر بلامر عن فيلم المحطة الأخيرة
- ستانلي توكسي عن فيلم الروح الساهرة

### جائزة أفضل ممثلة ثانوية
- مونيك عن فيلم ثمينة (فيلم)
- بينيلوب كروز عن فيلم تسعة (فيلم)
- فيرا فارميغا عن فيلم فوق في الجو (فيلم)
- ماغي جيلنهال عن فيلم قلب مجنون (فيلم)
- آنا كيندريك عن فيلم فوق في الجو (فيلم)

### جائزة أفضل فيلم رسوم متحركة
- فوق (فيلم 2009) للمخرج بيت دوكتر
- كورالاين (فيلم) للمخرج هنري سيليك
- السيد فوكس الرائع للمخرج ويس أندرسون
- الأميرة والضفدع للمخرجان رون كليمنتس وجون موسكر
- أسرار الكيلز للمخرجان توم مور ونورا توومي

## وصلات خارجية
- حفل توزيع جوائز الأوسكار الثاني والثمانون على موقع IMDb (الإنجليزية)
- حفل توزيع جوائز الأوسكار الثاني والثمانون على موقع ميوزك برينز (الإنجليزية)
- الموقع الرسمي لجائزة الأوسكار